# Erik Håker
Erik Håker (* 4. März 1952 in Oppdal) ist ein ehemaliger norwegischer Skirennläufer. Er ist der erste Norweger, der ein Weltcuprennen gewinnen konnte. 1979 wurde er mit der Holmenkollen-Medaille ausgezeichnet.

## Biografie
Håker wuchs in seinem Geburtsort Oppdal auf. International machte er erstmals bei den Alpinen Skiweltmeisterschaften 1970 in Gröden auf sich aufmerksam, als er als 17-Jähriger im Riesenslalom auf Rang 10 und in der Abfahrt auf Rang 13 fuhr. Eine Knieoperation unterbrach dann zunächst seine sportliche Entwicklung.
Sein Durchbruch an die Weltspitze gelang ihm in der Olympiasaison 1971/72. Nach einem verpatzten Saisonstart mit Platz 33 in der ersten Abfahrt in St. Moritz, gewann er vier Tage später den Riesenslalom von Val-d’Isère. Damit war er der erste Skirennläufer seines Landes, der ein Weltcuprennen gewinnen konnte (Anmerkung: Der alpine Skiweltcup findet seit der Wintersaison 1966/67 statt, die großen Erfolge seines norwegischen Landsmannes Stein Eriksen waren vorher - Außerdem gab es bei diesem Rennen die Premiere der neuen Regel für den zweiten Durchgang, wonach die ersten 15 nach dem ersten Lauf in gestürzter Reihenfolge starteten.) Schließlich erreichte Håker bei den Olympischen Winterspielen in Sapporo den fünften Platz in der Abfahrt. In dem an zwei Tagen gefahrenen Riesenslalom führte er nach dem ersten Durchgang, doch stürzte er am nächsten Tag. Zwei Wochen darauf feierte er im ersten nacholympischen Riesenslalom in Banff seinen zweiten Weltcupsieg.
Während der 1970er Jahre blieb Håker einer der stärksten Riesenslalomfahrer und Abfahrer im Weltcup. Insgesamt belegte er 20 Mal einen Platz auf dem Podest. In der Saison 1974/75 erreichte er in der Gesamtwertung des Weltcups Rang fünf. Zwischen 1970 und 1981 gewann er elf norwegische Meistertitel. Seinen einzigen Weltcup-Abfahrtssieg am 17. Dezember 1978 musste er zweimal erringen: Håker (mit vorübergehendem Wohnsitz Mittersill im Salzburgerland) musste nochmals fahren, da die Zeitnehmung ausgefallen war. Eigentlich hatte er zu diesem Zeitpunkt als Sieger festgestanden, doch beschloss die Jury daraufhin mit 3:0 Stimmen eine Wiederholung des Rennens.
1979 wurde Håker für seine sportlichen Verdienste zusammen mit Ingemar Stenmark und Raissa Smetanina mit der Holmenkollen-Medaille ausgezeichnet. Er ist nur einer von neun nicht-nordischen Skisportlern seit 1895, dem diese Ehrung zuteilwurde.

## Weltcupsiege
| Datum             | Ort              | Land       | Disziplin    |
| ----------------- | ---------------- | ---------- | ------------ |
| 9. Dezember 1971  | Val-d’Isère      | Frankreich | Riesenslalom |
| 18. Februar 1972  | Banff            | Kanada     | Riesenslalom |
| 12. März 1973     | Naeba Ski Resort | Japan      | Riesenslalom |
| 21. Januar 1975   | Fulpmes          | Österreich | Riesenslalom |
| 17. Dezember 1978 | Gröden           | Italien    | Abfahrt      |